# Kamermuziek III
Aulis Sallinen componeerde Kamermuziek III (opus 58) in 1986.
De twintig minuten durende compositie is geschreven voor cello en strijkorkest. De subtitel van het werk luidt The nocturnal dances of Don Juanquijote. Het werk bestaat uit slechts één deel, maar tijdens het beluisteren valt de composities in een aantal secties uiteen.
Als het strijkorkest net begonnen is, geeft de cello het thema aan; een korte bijna staccato gespeelde handtekening die steeds terugkomt. Zondra de cello zijn/haar inzet heeft gegeven komt een uitermate lichte sectie aan bod; het is zeer lichte maar onmiskenbaar klassieke muziek. De cello speelt hier tegenover een pizzicato-spelend strijkorkest. Gedurende het stuk komen allerlei dansvormen aan bod; dansen is namelijk zeer populair in Finland, het geboorteland van de componist. Ook jazzmelodieën komen naar voren; de componist heeft in zijn jeugd jazzmuziek gespeeld. Af en toe een hoekige typische Spaanse dans, hetgeen de titel verklaart – een samentrekking van Don Juan en Don Quijote. Ook de tango is prominent aanwezig; de vrolijkheid wordt soms verruild voor reflectie.
De première werd gegeven door cellist Arto Noras met het English Chamber Orchestra onder leiding van Vladimir Asjkenazi op 15 juni 1986 op het festival van Naantali in Finland. Salinnen gaf later zelf een andere omschrijving van het werk: een oudere man die afscheid neemt van zijn jeugd.

## Discografie
- Uitgave Finlandia Records: Finlandia Sinfonietta o.l.v. Okko Kamu met solist Arto Noras
- Uitgave CPO : Virtuoso di Kuhma o.l.v. Ralf Gothóni met Noras
- Uitgave BIS Records : Tapiola Sinfonietta o.l.v. Osmo Vänskä met solist Thorleif Thedéen